# The Singer (EP)
The Singer (tạm dịch: Ca sĩ) là đĩa mở rộng đầu tay của ca sĩ người Việt Nam Đông Nhi, phát hành vào ngày 12 tháng 9 năm 2011, một năm sau album đầu tay The First Step. EP gồm 6 ca khúc với nhiều thể loại cũng như những khung bậc cảm xúc khác nhau qua mỗi ca khúc.

## Tổng quan
Sau thành công của The First Step ra mắt hồi tháng 9/2010, đúng một năm sau, ngày 12/9/2011, Đông Nhi phát hành đĩa mở rộng đầu tiên - The Singer với nhiều thay đổi về âm nhạc và hình ảnh. Điều đặc biệt trong album là không có một ca khúc nào do Đông Nhi sáng tác, mà thay vào đó là các sáng tác của những nhạc sĩ tên tuổi như Đức Trí, Lưu Thiên Hương, Mạnh Quân, Mr.Siro và nhạc sĩ trẻ Linh VND. Đĩa mở rộng này được thực hiện trong vòng 3 tháng, gồm 6 ca khúc với nhiều thể loại. Với tên gọi Đông Nhi - The Singer, Đông Nhi muốn thể hiện rằng cô không đơn thuần chỉ là một ca sĩ giải trí, mà là một ca sĩ thực thụ, một giọng ca có năng lực.
Trước nhiều ý kiến thắc mắc về quyết định thay đổi hình ảnh trong thời điểm này, Đông Nhi khẳng định, cô không quay lưng với những khán giả teen của mình, mà chỉ đơn giản là muốn mở rộng đối tượng khán giả hơn mà thôi. Ở lứa tuổi này, Đông Nhi tự thấy mình đã trưởng thành về nhiều mặt, nên nếu chỉ quanh quẩn ở những ca khúc ngây thơ, trong sáng e rằng không còn phù hợp.
Trong đĩa mở rộng này, Đông Nhi hướng đến hình ảnh một người ca sĩ mộc mạc, đơn giản, để khán giả tập trung tối đa vào giọng hát của cô. Thậm chí, cô không quay video clip cho bất kỳ một ca khúc nào, vì không muốn khán giả bị "phân tán tư tưởng".
Điều đặc biệt nhất, đĩa mở rộng này của Đông Nhi có sự hỗ trợ của nhạc sĩ Đức Trí, người mà Đông Nhi ngưỡng mộ từ lâu. Chính nhạc sĩ Đức Trí trực tiếp vào phòng thu góp ý và sửa chữa cho Đông Nhi khi thu âm. Còn công ty Music Faces đảm nhận phần ghi âm và làm master cho một nửa CD của Đông Nhi. Trong quá trình thu, Đông Nhi không được phép thu nối từng câu, mà phải hát từ đầu đến cuối bài, nếu sai thì phải hát lại. Đây được xem là bước khởi đầu khá thuận lợi, chuẩn bị cho những dự án hợp tác khác trong thời gian tới.
EP sau khi đăng tải lên trang web Zing MP3, chỉ sau hai tuần, đã thu hút hơn 1 triệu lượt nghe, và hiện tại con số đã lên tới hơn 6 triệu lượt.

## Video clip

### Cho em một lần yêu
Bài hát "Cho em một lần yêu" đã được chọn quay clip để tham gia Giải thưởng Video Âm nhạc Việt, và đã một lần vào top 5, cũng như giành được vị trí #1 trên bảng xếp hạng Yeah1 TopHit20. Video này cũng lọt vào top 5 của Zing Top Video và Làn Sóng Xanh. Video có sự tham gia của Thanh Tâm, một người bạn thân của Đông Nhi. Giống như nội dung bài hát, video nói về một cô gái mong muốn có được tình yêu đầu đời (Thanh Tâm), và sau đó gặp được một chàng trai yêu mình, sau đó, chàng trai tặng cho cô gái một con cá chép màu cam (Đông Nhi), và con cá chép đã chứng kiến hết chuyện tình của họ. Thời gian sau, chàng trai có người con gái khác, và cô gái sau đó đã tuyệt vọng.

### Có những yêu thương nào
Trong khi cơn sốt của "Cho em một lần yêu" còn chưa hạ nhiệt, Đông Nhi tiếp tục tung ra video bài hát "Có những yêu thương nào", với sự tham gia của Ông Cao Thắng. MV Có những yêu thương nào được thực hiện bởi VO Entertainment, chính là công ty của Ông Cao Thắng - "bạn trai" Đông Nhi. Ngoài ra, anh còn hỗ trợ Đông Nhi về nhiều mặt khác trong quá trình thực hiện.
Đông Nhi tâm sự về sự vất vả khi thực hiện: "MV được quay ngoài trời nắng nóng, phải mặc chiếc áo khoác rất dày và phải quay đi quay lại nhiều lần, nên tôi bị ra mồ hôi đầm đìa, trôi cả make-up. Cứ sau một lần quay là cô phải make-up lại. Chưa kể, nhiều lúc chuẩn bị quay thì trời lại đổ mưa, nên phải chờ hết mưa mới quay tiếp. Có hôm đợi mãi không hết mưa, cả ê-kíp phải dời sang ngày hôm sau. Do quay ngoài trời nên mọi người qua lại rất đông, Đông Nhi còn phải dành thời gian ký tặng khán giả. Có lúc đang quay, khán giả không biết lại chạy vào xin chụp ảnh làm buổi quay bị gián đoạn. Tuy mệt, nhưng cả đoàn đều rất vui vẻ".
Thậm chí Đông Nhi cũng không ngần ngại chia sẻ về những cảnh quay tình tứ với bạn trai, cô nói: "Khi quay cảnh ăn bánh kem, cả Đông Nhi lẫn Ông Cao Thắng đều thực hiện rất nhanh, vì cả hai đều "mê" bánh kem. Khi cảnh quay kết thúc cũng là lúc 2 chiếc bánh kem bị cặp đôi "dọn" sạch sẽ. Đây là cảnh quay nhanh kỷ lục, chỉ mất đúng 5 phút.
Video này đã xếp hạng 2 trên bảng xếp hạng Yeah1 Top Hit 20, chỉ sau ca khúc "Cho em một lần yêu", một ca khúc khác của Đông Nhi.

## Danh sách bài hát
| STT | Nhan đề                                                  | Phổ nhạc                     | Thời lượng |
| --- | -------------------------------------------------------- | ---------------------------- | ---------- |
| 1.  | "Có những yêu thương nào" (hợp tác với Huỳnh Thanh Bình) | Mạnh Quân, Huỳnh Thanh Bình  | 3:07       |
| 2.  | "Một người đã xa"                                        | Lưu Thiên Hương              | 2:43       |
| 3.  | "Đợi chờ"                                                | Mạnh Quân                    | 4:36       |
| 4.  | "Cho em một lần yêu"                                     | Đức Trí                      | 3:45       |
| 5.  | "Chậm (Slowly)" (hợp tác với Suboi)                      | Linh VND, Hàng Lâm Trang Anh | 4:18       |
| 6.  | "Đến bên mưa" (hợp tác với Ông Cao Thắng)                | Vương Quốc Tuân              | 4:20       |

## Xếp hạng ca khúc
| Bảng xếp hạng | Vị trí cao nhất |
| ------------- | --------------- |
| Zing Top Song | 14              |
| iTunes        | 1               |

| Bảng xếp hạng | Vị trí cao nhất |
| ------------- | --------------- |
| Zing Top Song | 3               |
| Làn Sóng Xanh | 5               |
| iTunes        | 3               |

| Bảng xếp hạng   | Vị trí cao nhất |
| --------------- | --------------- |
| Yeah1 TopHit 20 | 1               |

| Bảng xếp hạng   | Vị trí cao nhất |
| --------------- | --------------- |
| Zing Top Video  | 3               |
| Yeah1 TopHit 20 | 1               |